# Lijst van gemeenten in Sakarya
Onderstaande lijst bevat alle gemeenten (2000) in de Turkse provincie Sakarya.
| District   | Gemeente             |
| ---------- | -------------------- |
| Adapazarı  | Adapazarı Büyükşehir |
| Adapazarı  | Çaybaşı              |
| Akyazı     | Akyazı               |
| Akyazı     | Altındere            |
| Akyazı     | Dokurcun             |
| Akyazı     | Gücücek              |
| Akyazı     | Kuzuluk              |
| Arifiye    | Arifiye              |
| Bekirpaşa  | Bekirpaşa            |
| Erenler    | Erenler              |
| Ferizli    | Ferizli              |
| Ferizli    | Gölkent              |
| Ferizli    | Sinanoğlu            |
| Geyve      | Alifuatpaşa          |
| Geyve      | Geyve                |
| Güneşler   | Güneşler             |
| Hanlı      | Hanlı                |
| Hendek     | Çamlıca              |
| Hendek     | Hendek               |
| Hendek     | Yeşilyurt            |
| Karapürçek | Karapürçek           |
| Karasu     | Darıçayırı           |
| Karasu     | Karasu               |
| Karasu     | Kurudere             |
| Karasu     | Limandere            |
| Karasu     | Yuvalıdere           |
| Kaynarca   | Kaynarca             |
| Kazımpaşa  | Kazımpaşa            |
| Kocaali    | Kocaali              |
| Kocaali    | Ortaköy              |
| Nehirkent  | Nehirkent            |
| Pamukova   | Pamukova             |
| Sapanca    | Kırkpınar            |
| Sapanca    | Kurtköy              |
| Sapanca    | Sapanca              |
| Serdivan   | Serdivan             |
| Söğütlü    | Söğütlü              |
| Taraklı    | Taraklı              |
| Yazlık     | Yazlık               |